# Luciano Degara
Luciano Degara (Vercelli, 7 settembre 1912 – Vercelli, 10 gennaio 1992) è stato un calciatore italiano, di ruolo attaccante.

## Carriera
Crebbe nel vivaio della Pro Vercelli, con cui esordì in Serie A il 14 dicembre 1930 nella vittoria per 3-1 sul campo del Modena, mettendo a segno anche il suo primo gol; nella stagione di esordio collezionò altre 5 presenze. Rimase in Piemonte fino al 1936, totalizzando 47 presenze e 11 reti, con l'intermezzo di una stagione in Serie B nel Vigevanesi.
Lasciata la Pro Vercelli, militò per una stagione nella Pistoiese, in Serie C, ma fu poco impiegato. Si trasferì quindi alla Biellese, sempre nella terza serie, e vi rimase per quattro stagioni mettendo a segno 68 reti. Nel 1941 passò al Parma, con cui fu protagonista di due campionati di vertice che però non portarono alla promozione in Serie B. Nella prima stagione realizza 28 reti in altrettante partite; nella seconda mette a segno 24 reti in 16 partite di campionato, a cui aggiunge 8 reti nel girone promozione.
Concluse la carriera militando per alcuni mesi nel Piacenza, nella terza serie del campionato di guerra 1944, e poi nel Gattinara.

## Palmarès

### Club

#### Competizioni nazionali
- Serie C: 1

Parma: 1942-1943